# Pau-marfim
Pau-Marfim é um nome usado para indicar pelo menos duas variedades de madeiras, oriundas da árvore Agonandra brasiliensis e, menos frequentemente, Balfourodendron riedelianum, que também é conhecida por Farinha Seca. O pau-marfim é uma espécie longeva, pertencente ao grupo sucessional secundária tardia (Durigan & Nogueira), frequente em capoeirões e em floresta secundária, podendo surgir também em pastagens e, nesse caso, apresenta comportamento de espécie antrópica.
As principais regiões fitossociológicas onde ocorre o pau-marfim são Floresta Estacional Semidecidual, formação Submontana e Floresta Estacional Decidual. Entretanto, essa espécie pode ser encontrada, em menor frequência, na Floresta Ombrófila Mista (Floresta com araucária) e Floresta Ombrófila Densa, no alto da bacia do rio Ribeira.

## Características
A madeira de pau-marfim, segundo observações práticas a respeito de sua utilização, é considerada por muitos como  de baixa resistência ao ataque de organismos xilófagos. Madeira pesada; cerne branco-palha-amarelado, escurecendo para amarelo-pálido, uniforme; alburno aparentemente não demarcado, branco levemente amarelado; grã irregular à revessa; textura fina; superfície lisa ao tato e medianamente lustrosa; cheiro impercetível; gosto levemente amargo.

## Ocorrência
Ocorre naturalmente no Brasil, Argentina e Paraguai. No Brasil, a área de ocorrência natural do pau-marfim envolve os Estados de Minas Gerais, Paraná, Espírito Santo, Santa Catarina, Rio Grande do Sul, São Paulo e Mato Grosso do Sul, compreendendo latitude de 20º S (Minas Gerais) a 29º 40’ S (Rio Grande do Sul). Ocorre em altitudes de 70 a 1100 metros.